# Annika Rücker
Annika Rücker, född 1942, är en svensk målare, tecknare, grafiker och kalligraf.
Rücker är främst känd för utformandet av de diplom som nobelpristagarna får mottaga. Rücker skapar även ett monogram av pristagarens initialer som sedan trycks i guld på det omslag i läder som omsluter själva diplomet.
Annika Rücker målar även rosor i akvarell.
Hon har undervisat på GRAFF, Grafiska Institutet, Grafiska yrkesnämnden och Konstfack.